# Zinédine Ould Khaled
Zinédine Ould Khaled (* 14. Januar 2000 in Alfortville) ist ein französisch-algerischer Fußballspieler, der aktuell beim SCO Angers unter Vertrag steht.

## Karriere

### Verein
Ould Khaled begann seine fußballerische Karriere beim SCO Angers. 2018/19 spielte er bereits acht Mal für die zweite Mannschaft in der National 3, dabei erzielte er zwei Treffer. Nach dieser Saison erhielt er bei Angers einen Profivertrag bis 2022. In der Saison 2019/20 debütierte er nach sechs Spielen auf der Bank, am 7. März 2020 (28. Spieltag) beim 2:0-Sieg über den FC Nantes in der Startelf. In der gesamten Saison spielte er noch einmal in der Coupe de France und zwölf Mal in der National 2, nachdem die Zweitmannschaft aufstieg. In der Folgesaison spielte er bislang nur für die Amateure, stand jedoch bereits schon oft im Spieltagskader der Profimannschaft.

### Nationalmannschaft
Ould Khaled stand bislang einmal im Kader der französischen U-19-Mannschaft.

## Erfolge
Aufstieg in die National 2: 2019